# Maxuell
Maxuell Maia da Silva, meglio noto come Maxuell (Fortaleza, 30 settembre 1991), è un calciatore brasiliano, difensore del Gżira Utd.

## Carriera
Il 3 gennaio 2021 viene acquistato a titolo definitivo dalla società maltese del Gżira Utd.

## Statistiche

### Presenze e reti nei club
Statistiche aggiornate al 22 luglio 2022.
| Stagione        | Squadra         | Campionato      | Campionato | Campionato | Coppe nazionali | Coppe nazionali | Coppe nazionali | Coppe continentali | Coppe continentali | Coppe continentali | Altre coppe | Altre coppe | Altre coppe | Totale | Totale |
| Stagione        | Squadra         | Comp            | Pres       | Reti       | Comp            | Pres            | Reti            | Comp               | Pres               | Reti               | Comp        | Pres        | Reti        | Pres   | Reti   |
| --------------- | --------------- | --------------- | ---------- | ---------- | --------------- | --------------- | --------------- | ------------------ | ------------------ | ------------------ | ----------- | ----------- | ----------- | ------ | ------ |
| 2012            | Ceará           | PD/CE           | 1          | 0          |                 | -               | -               |                    | -                  | -                  |             | -           | -           | 1      | 0      |
| 2012            | Baraúnas        | D               | 4          | 1          |                 | -               | -               |                    | -                  | -                  |             | -           | -           | 4      | 1      |
| 2014            | Horizonte       | PD/CE           | 5          | 2          |                 | -               | -               |                    | -                  | -                  |             | -           | -           | 5      | 2      |
| 2017            | Ferroviário-CE  | PD/CE           | 16         | 6          |                 | -               | -               |                    | -                  | -                  |             | -           | -           | 16     | 6      |
| 2017            | CSA             | C               | 7          | 1          |                 | -               | -               |                    | -                  | -                  | CdN         | 1           | 0           | 8      | 1      |
| 2018            | CSA             | PD/AL           | 2          | 0          |                 | -               | -               |                    | -                  | -                  |             | -           | -           | 2      | 0      |
| Totale CSA      | Totale CSA      | Totale CSA      | 9          | 1          |                 | -               | -               |                    | -                  | -                  |             | 1           | 0           | 10     | 1      |
| 2018            | Caldense        | M1/MG           | 5          | 2          |                 | -               | -               |                    | -                  | -                  |             | -           | -           | 5      | 2      |
| 2018            | Treze           | D               | 12         | 4          |                 | -               | -               |                    | -                  | -                  |             | -           | -           | 12     | 4      |
| 2019            | Sampaio Corrêa  | PD/MA           | ?          | ?          |                 | -               | -               |                    | -                  | -                  | CdN         | 6           | 3           | 6+     | 3+     |
| 2019            | Treze           | C               | 9          | 0          |                 | -               | -               |                    | -                  | -                  |             | -           | -           | 9      | 0      |
| gen.-giu. 2020  | St. Lucia       | PL              | 5          | 4          | CM              | -               | -               |                    | -                  | -                  |             | -           | -           | 5      | 4      |
| 2020-gen. 2021  | Sirens          | PL              | 11         | 4          | CM              | 0               | 0               | UEL                | 1                  | 1                  |             | -           | -           | 12     | 5      |
| gen.-giu. 2021  | Gżira Utd       | PL              | 9          | 7          | CM              | 1               | 1               |                    | -                  | -                  |             | -           | -           | 10     | 8      |
| 2021-2022       | Gżira Utd       | PL              | 24         | 17         | CM              | 1               | 1               | UECL               | 4                  | 0                  |             | -           | -           | 29     | 18     |
| 2022-2023       | Gżira Utd       | PL              | 0          | 0          | CM              | 0               | 0               | UECL               | 3                  | 2                  |             | -           | -           | 3      | 2      |
| Totale carriera | Totale carriera | Totale carriera | 110+       | 48+        |                 | 2               | 2               |                    | 8                  | 3                  |             | 7           | 3           | 127+   | 56+    |

## Palmarès

### Club

#### Competizioni nazionali
- Campeonato Brasileiro Série C: 1

CSA: 2017